# Blanchard (Oklahoma)
Blanchard è un comune degli Stati Uniti d'America, situato in Oklahoma, nella contea di McClain e in parte nella contea di Grady.